# 京津冀协同发展

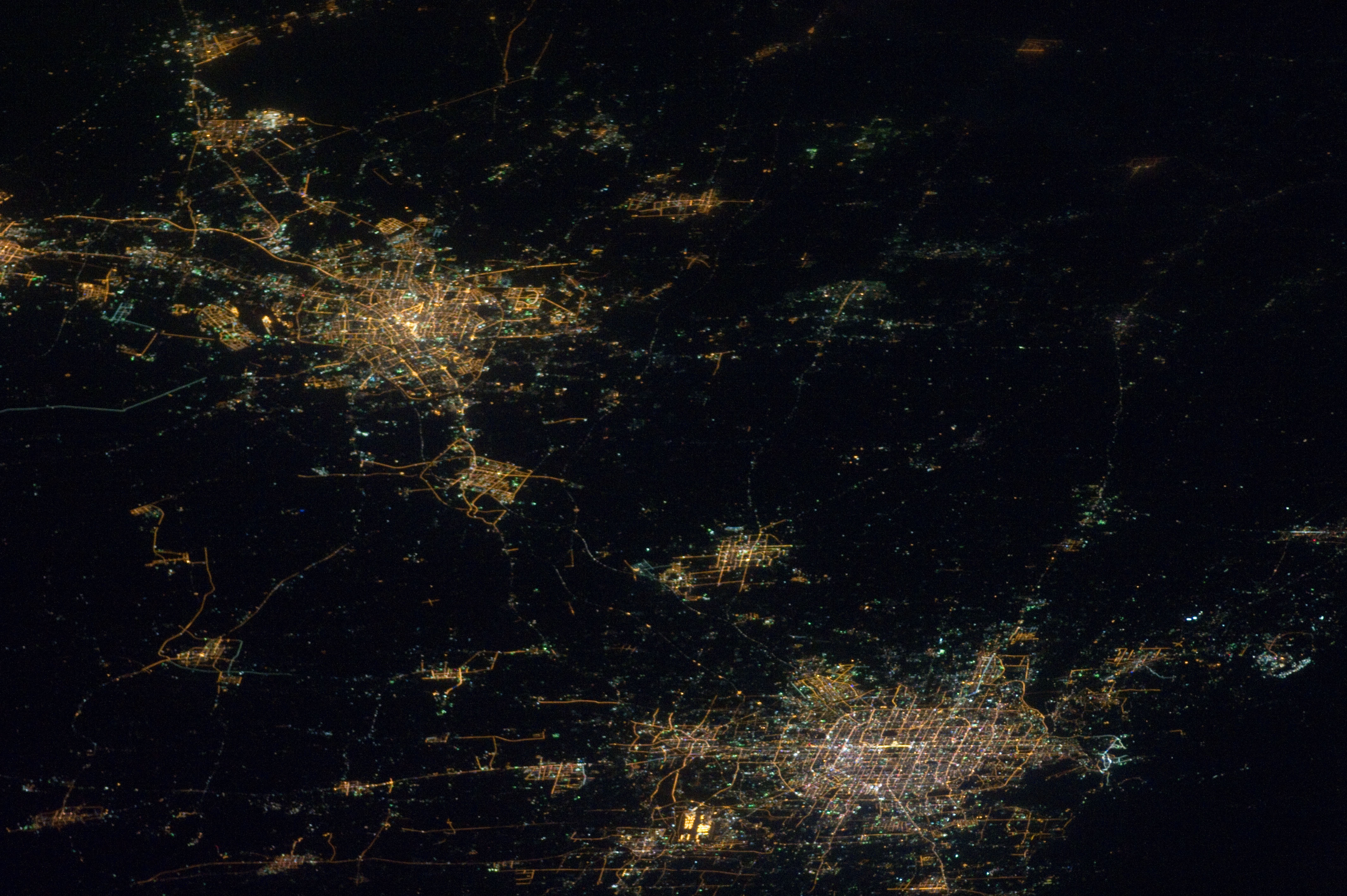
从国际空间站上拍摄的北京（右下）和天津（左上）及河北省若干城镇的夜景

京津冀协同发展，是涵盖北京市、天津市和河北省的两市一省的区域发展战略，是中共十八大以来实现京津冀优势互补、促进环渤海经济区发展、带动中国北方腹地发展的重大国家战略。
2015年4月30日，中共中央总书记习近平主持召开中共中央政治局会议，审议通过了《京津冀协同发展规划纲要》，指出京津冀协同发展战略的核心是“有序疏解北京非首都功能，调整经济结构和空间结构，走出一条内涵集约发展的新路子，探索出一种人口经济密集地区优化开发的模式，促进区域协调发展，形成新增长极。”
计划在“十四五”规划期间，紧抓疏解北京非首都功能“牛鼻子”，构建功能疏解政策体系，实施一批标志性疏解项目。高标准高质量建设雄安新区，加快启动区和起步区建设，推动管理体制创新。高质量建设北京城市副中心，促进与河北省三河、香河、大厂三县市一体化发展。推动天津滨海新区高质量发展，支持张家口首都水源涵养功能区和生态环境支撑区建设。提高北京科技创新中心基础研究和原始创新能力，发挥中关村国家自主创新示范区先行先试作用，推动京津冀产业链与创新链深度融合。基本建成轨道上的京津冀，提高机场群港口群协同水平。深化大气污染联防联控联治，强化华北地下水超采及地面沉降综合治理。

## 背景
区域经济一体化有助于推动各级各类城市地带的协同发展，如以伦敦、东京、首尔、巴黎为中心的环首都经济圈协调发展。改革开放尤其1990年以来，中国区域经济高速增长，区域经济失衡格局却不断加剧，京津冀地区形成了一条环绕京津的经济断崖地带，“环京津贫困带”成为社会关注的热点。京津冀地区的经济失衡日渐得到京津冀三方的共同关注，“京津冀区域一体化”与“首都经济圈”相继写入国家“十二五”规划纲要。然而，受制于自然条件与人文因素的综合制约，京津冀区域经济协同发展坎坷不断，历史上形成的“环京津贫困带”面临的形势依然严峻。
2001年10月，清华大学建筑学家吴良镛院士主持的“京津冀北城乡空间发展规划研究”由建设部组织100多名专家通过论证，提出北京市、天津市为两核、唐山市、保定市为两翼、廊坊市为腹地、涉及环渤海部分地区一体化的规划设想(京津冀北，又称大北京地区，是指由北京、天津、唐山、保定、廊坊等城市所统辖的京津唐和京津保两个三角形地区，以及周边的承德、秦皇岛、张家口、沧州以及石家庄等城市部分地区，中心区面积近7万平方公里，人口约4000万)。
2004年2月12至13日，国家发改委召集京津冀发改委在廊坊达成加强京津冀经济交流与合作的“廊坊共识”。2004年11月12日，作为中国“十一五”规划期间国家开展区域规划的先行地区，京津冀都市圈规划的前期研究工作正式启动并形成《京津冀专项区域规划和综合规划研究报告》。2005年，媒体报道京津冀区域规划具体实施方案预计将于2006年3月出炉，后报经国务院待批。
2013年5月，中共中央总书记、国家主席、中央军委主席习近平在天津调研时提出，要谱写新时期社会主义现代化的京津“双城记”。2013年8月，习近平在北戴河主持研究河北发展问题时，提出要推动京津冀协同发展。2014年2月26日，习近平在北京主持召开座谈会，专题听取京津冀协同发展工作汇报并作重要讲话。
2016年2月，《“十三五”时期京津冀国民经济和社会发展规划》印发，是中国第一个跨省市的区域的“十三五”规划。北京市、天津市和河北省将根据此规划编制各自省市的“十三五”规划。
2017年4月，中共中央、国务院决定在保定市东部设立河北雄安新区，作为北京非首都功能集中疏解地。

## 顶层设计
为了推动京津冀协同发展，国务院成立了京津冀协同发展领导小组及相应办公室和京津冀协同发展专家咨询委员会。

### 领导小组
中共中央政治局常委、国务院副总理张高丽担任京津冀协同发展领导小组首任组长。

### 专家咨询委员会
京津冀协同发展专家咨询委员会分为规划和交通小组、能源环境小组、首都功能定位与适当疏解小组和产业小组四个小组。专家委员会的组长为中国工程院院士、第十届全国政协副主席徐匡迪，副组长为中国工程院院士、国家信息安全小组成员邬贺铨。委员会成员有国务院发展研究中心副主任张军扩，中国工程院院士、煤化工专家谢克昌，中国工程院院士、中国环境监测总站研究员魏复盛，中国科学院院士韩布兴，中国金属学会秘书长赵沛，中国机械工业联合会副会长朱森第，中国城市规划设计研究院院长李晓江，李平，清华大学交通研究所所长陆化普，中国铁路总公司经济规划研究院副院长林仲洪，北京交通发展研究中心主任郭继孚，南开大学经济与社会发展研究院院长刘秉镰，中国科学院生态环境研究中心研究员贺泓。

## 功能定位
《规划纲要》明确了京津冀地区的总体定位为“以首都为核心的世界级城市群、区域整体协同发展改革引领区、全国创新驱动经济增长新引擎、生态修复环境改善示范区”，三省市的具体功能定位：
- 北京市为全国政治中心、文化中心、国际交往中心和科技创新中心。
- 天津市为全国先进制造研发基地、北方国际航运核心区、金融创新运营示范区和改革先行示范区。
- 河北省为全国现代商贸物流重要基地、产业转型升级试验区、新型城镇化与城乡统筹示范区、京津冀生态环境支撑区。

## 空间布局

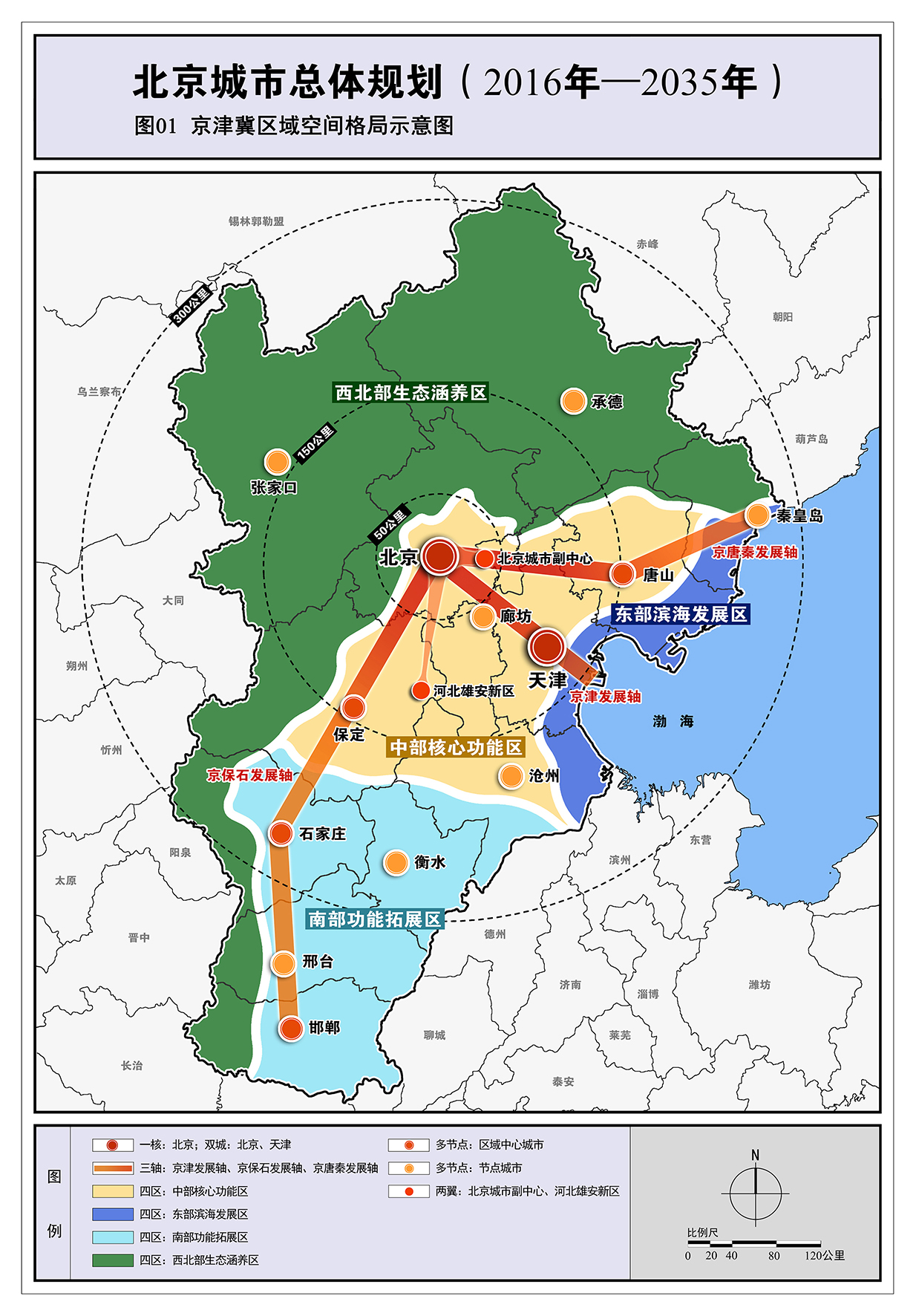
京津冀区域空间格局示意图

京津冀协同发展确定了“功能互补、区域联动、轴向集聚、节点支撑”的空间布局思路，以“一核、双城、三轴、四区、多节点”为骨架。
- “一核”即京津冀协同发展的首要任务是有序疏解北京非首都功能、优化提升首都核心功能、解决北京“大城市病”问题。
- “双城”即京津冀协同发展的主要引擎是北京和天津，要进一步强化京津联动，全方位拓展合作广度和深度，加快实现同城化发展，共同发挥高端引领和辐射带动作用。
- “三轴”指支撑京津冀协同发展的主体框架是京津、京保石、京唐秦三个产业发展带和城镇聚集轴，这是支撑京津冀协同发展的主体框架。
- “四区”是京津冀协同发展中有明确空间范围和发展重点的中部核心功能区、东部滨海发展区、南部功能拓展区和西北部生态涵养区等四个功能区。
- “多节点”京津冀协同发展将提高包括石家庄、唐山、保定、邯郸等区域性中心城市和张家口、承德、廊坊、秦皇岛、沧州、邢台、衡水等节点城市的城市综合承载能力和服务能力，有序推动产业和人口聚集。

## 省市合作协议

### 京津冀三地合作协议
2019年5月26日，北京市通州区、天津市宝坻区、河北省唐山市三地签署战略合作框架协议，以京唐城际铁路为纽带加强合作。

### 北京市与天津市协议

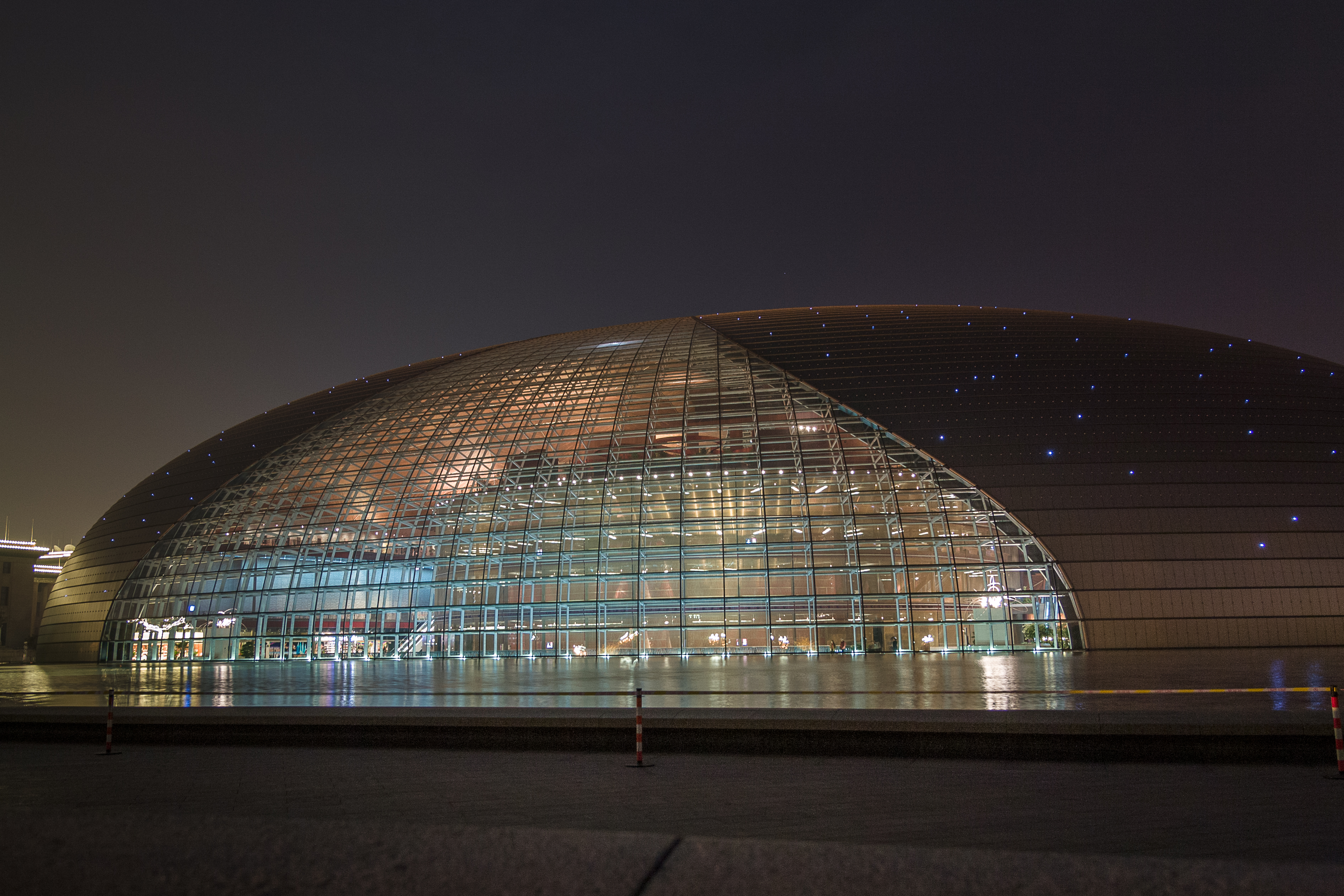
北京国家大剧院

2014年8月6日，天津市党政代表团赴北京市学习考察，考察后举行了天津市北京市合作协议签约仪式。北京市市长王安顺和天津市市长黄兴国签署了六项合作协议。
- 《贯彻落实京津冀协同发展重大国家战略　推进实施重点工作协议》
- 《共建滨海－中关村科技园合作框架协议》
- 《关于进一步加强环境保护合作的协议》
- 《关于加快推进市场一体化进程的协议》
- 《关于共同推进天津未来科技城京津合作示范区建设的合作框架协议》
- 《交通一体化合作备忘录》

### 北京市与河北省协议

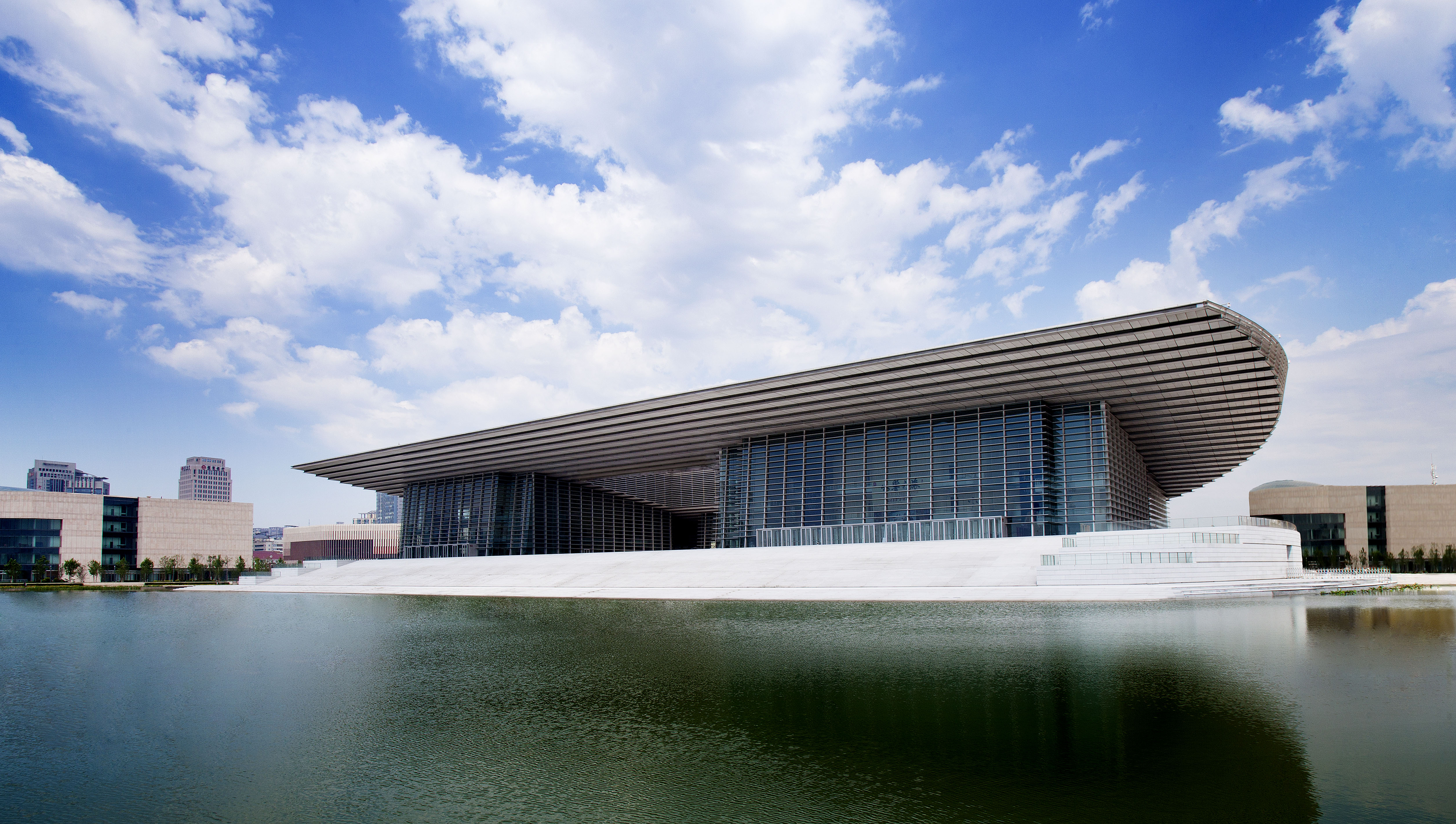
天津大剧院

2014年7月31日，河北省党政代表团赴北京市学习考察，考察后举行了河北省北京市合作协议签约仪式。北京市市长王安顺和河北省省长张庆伟签署了七项合作协议。
- 《共同打造曹妃甸协同发展示范区框架协议》
- 《共建北京新机场临空经济合作区协议》
- 《共同加快张承地区生态环境建设协议》
- 《共同加快推进市场一体化进程协议》
- 《共同推进物流业协同发展合作协议》
- 《交通一体化合作备忘录》

### 天津市与河北省协议

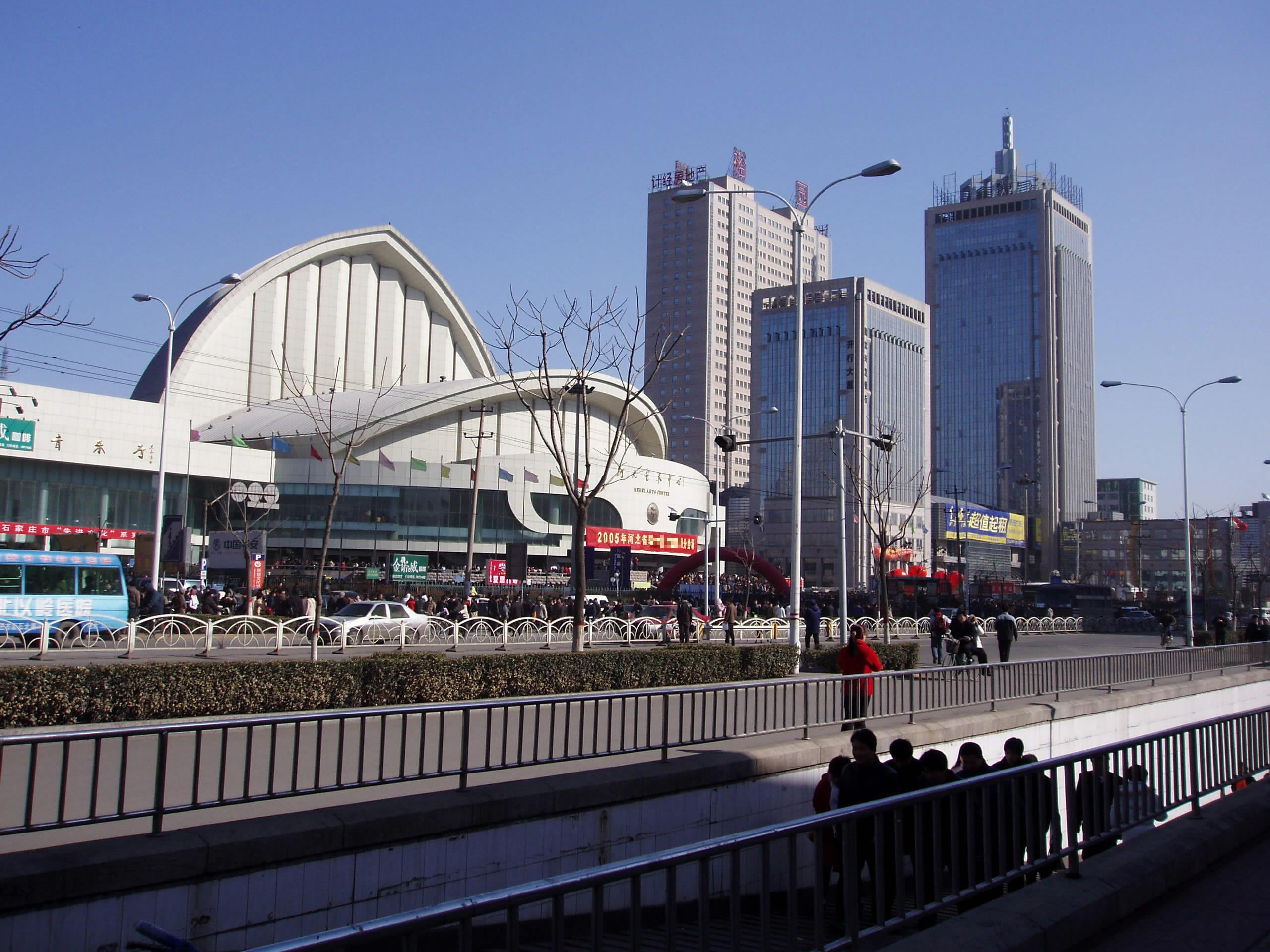
石家庄河北艺术中心

2014年8月24日，河北省党政代表团赴天津市学习考察，考察后举行了河北省天津市合作协议签约仪式。天津市市长黄兴国和河北省省长张庆伟签署了五项合作协议。
- 《加强生态环境建设合作框架协议》
- 《推进教育协同发展合作框架协议》
- 《共同打造冀津（涉县·天铁）循环经济产业示范区合作框架协议》
- 《推进区域市场一体化合作框架协议》
- 《交通一体化合作备忘录》

## 基础设施与产业转移

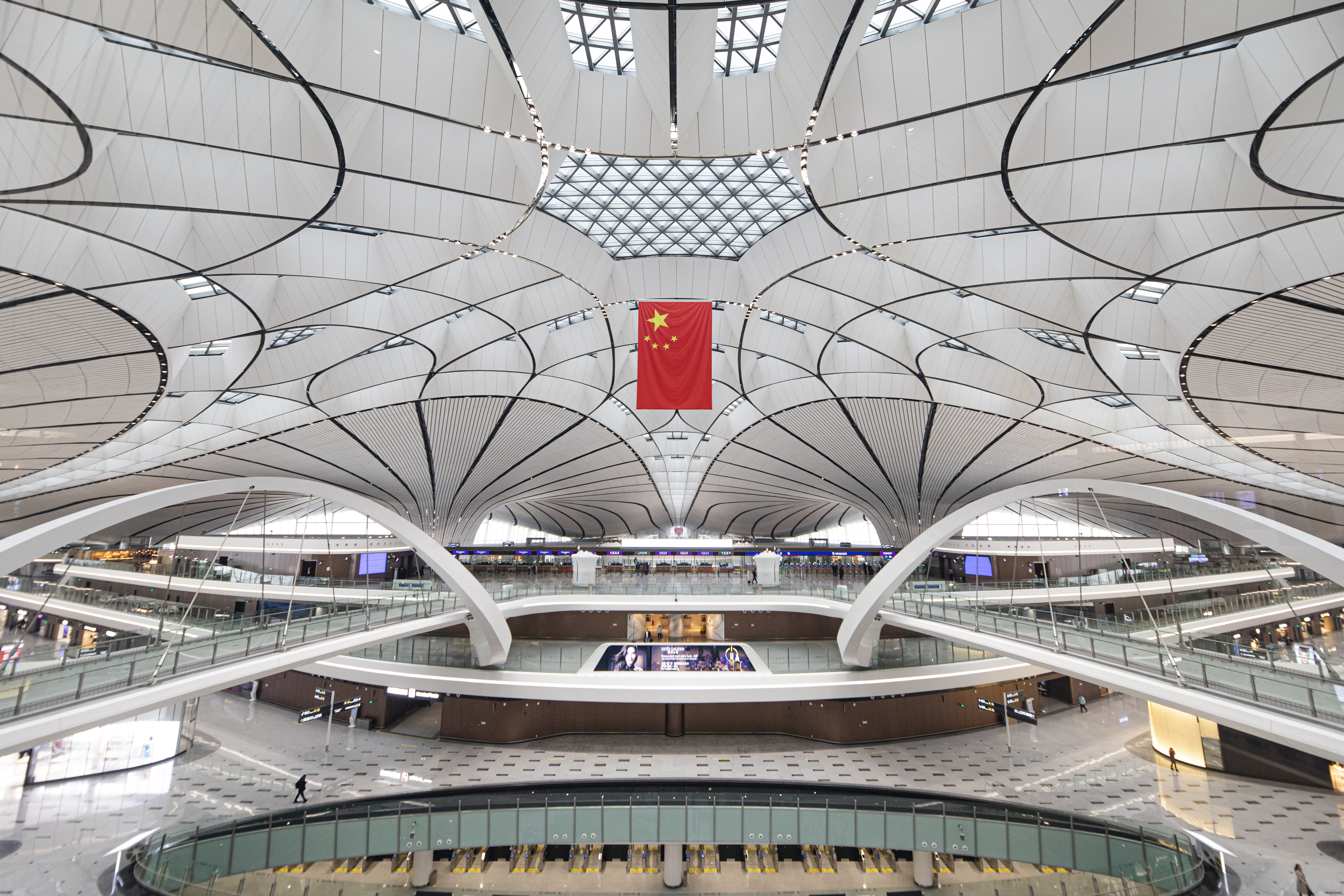
北京大兴国际机场航站楼内部

2014年8月18日，天津港集团与河北港口集团共同出资20亿元，在天津东疆保税港区注册组建渤海津冀港口投资发展有限公司，统筹规划利用天津市、河北省两省市的港口资源及航运要素，优化京津冀区域港口的合理分工和产业布局。12月30日，北京市、天津市、河北省三省市政府和中国铁路总公司签署协议，按照3:3:3:1的比例共同出资成立注册资本100亿元的京津冀城际铁路投资有限公司。
2016年6月，工业和信息化部联合北京市、天津市、河北省共同制定了《京津冀产业转移指南》，以推进京津冀产业协同发展、发挥三地比较优势、引导产业有序转移和承接，形成空间布局合理、产业链有机衔接、各类生产要素优化配置的发展格局。
2019年9月25日，地跨河北省廊坊市广阳区九州镇与北京市大兴区榆垡、礼贤两镇的北京大兴国际机场启用，依托大兴机场的中国（河北）自由贸易试验区大兴机场片区也于2019年挂牌。

## 智库
南开大学于2017年4月成立了京津冀协同发展研究院。